# 一氧化钴
一氧化钴（CoO）是一种无机化合物，以灰黑色的氧化物粉末或橄榄绿到红色晶体存在。 它在陶瓷工业中被广泛用作添加剂，以制造蓝色釉料和搪瓷。氧化亚钴在化学工业中用于生产钴(II)盐。

## 结构和性质
CoO 晶体是岩盐结构，晶格常数为 4.2615 Å。
它在16 °C下是反铁磁性的。

## 製備
一氧化鈷可藉由將四氧化三鈷加熱至950℃時製得：
2 Co3O4 → 6 CoO + O2
尽管可商购获得，但一氧化钴可以在实验室中通过电解氯化亚钴溶液来制备。 
CoCl2 + H2O → CoO + H2 + Cl2
一氧化钴也可以通过沉淀氢氧化钴，然后进行热脱水来制备：
CoX2 + 2 KOH → Co(OH)2 + 2 KX
Co(OH)2 → CoO + H2O